# Granulator
Ein Granulator ist eine Werkzeugmaschine, mit der aus Strängen oder größeren Stücken verschiedenster Ausgangsmaterialien durch Zerteilen Teilchen im Millimeter-Größenbereich hergestellt werden. Dieses Granulat lässt sich gut handhaben, z. B. absacken, schaufeln und fließfördern.

## Stranggranulator
Der Stranggranulator wird zur Zerkleinerung thermoplastischer Kunststoffstränge eingesetzt. Er besitzt zwei Führungswalzen und eine Schneidwalze mit schräg gezahnten Schneidezähnen. Die Führungswalzen bringen die Stränge heran und die Schneidwalze schneidet sie an der Schnittkante ab. Die Kunststoffstränge werden aus der bei der Herstellung anfallenden Kunststoffmasse im Extruder geformt und durch den sofort anschließenden Stranggranulator in 2 bis 6 mm großes Granulat zerschnitten. Dieses Kunststoffgranulat ist bequem handhabbar und wird in Säcke abgefüllt. Es kann zur endgültigen Formgebung des thermoplastischen Kunststoffes, z. B. im Extruder, leicht wieder erwärmt werden, da die Wärmeübertragung auf das Granulat gut ist.

## Unterwassergranulator
Neben der Stranggranulation gibt es auch die Möglichkeit, Granulate unter Wasser zu schneiden. Dies geschieht mit rotierenden auf gelochten Hartmetallscheiben laufenden Messerköpfen. Der Durchmesser der Löcher bestimmt die Frundgröße des entstehenden Ganulates. Die Feinregulierung der Form, des Gewichts und weiterer Parameter lässt sich durch Drehzahl, Materialdurchsatz und Temperaturen an diesem System von außen steuern.
Der Bereich, in dem Granulate nach diesem Verfahren erzeugt werden, liegt zwischen 0,2 mm (Mini- bzw. Micro-Granulat) und 12 mm.
Vorteile gegenüber der Stranggranulation sind die Kompaktheit des Maschinenparks im Verhältnis zur Produktionsleistung, die Lärmreduzierung durch den geschlossenen Aufbau und die verringerte Staubbelastung durch den Prozessablauf unter Wasser. Das Verfahren wird auch UWG genannt.
Unterschieden werden die Granulatoren auch nach den eingesetzten Zerkleinerungswerkzeugen, das sind
- Messer
- Schnecken
- Wirbelstrom.

## Vorteile
Granulate sind wegen ihrer geringen Größe rieselfähig und damit leicht transportierbar. Zur Weiterverarbeitung kommen sie deshalb vor allem in der Pharma- und Kunststoffindustrie zum Einsatz.